# Eridanus-II-Zwerggalaxie
Die Eridanus-II-Zwerggalaxie, kurz auch Eridanus II oder Eridanus 2, ist eine im Jahr 2015 entdeckte Zwerggalaxie des Typs dSph im Sternbild Eridanus in der Lokalen Gruppe und eine der Satellitengalaxien der Milchstraße.

## Eigenschaften
Eri II dSph besitzt einen Halblichtradius von {\displaystyle r_{h}=1,53_{-0,09}^{+0,14}} ′, was bei einer Entfernung von etwa 380 kpc einer Größe von ({\displaystyle 169_{-9,8}^{+16}}) pc entspricht.

## Weiteres
- Liste der Galaxien der Lokalen Gruppe